# Yaguarasaurus
Yaguarasaurus es un género extinto de mosasaurio procedente del período Cretácico Superior (Turoniense, hace aproximadamente 90 millones de años) de Colombia, Suramérica. Los restos descubiertos (un cráneo articulado, algunas vértebras y costillas) fueron definidas como un nuevo género y especie de la tribu Plioplatecarpini, Yaguarasaurus columbianus, por la paleontóloga colombiana María Páramo, antigua directora del Museo de Geología José Royo y Gómez de INGEOMINAS, en la ciudad de Bogotá. Los restos fueron encontrados en un lecho de piedra caliza de la formación geológica Villeta cerca de Yaguará, en el sitio llamado Cueva Rica (departamento de Huila). Su nombre significa "lagarto de Yaguará de Colombia". Los primeros fósiles del animal sugirieron que podía medir aproximadamente 5 metros de longitud, basándose en la longitud craneal de 47 centímetros. Restos adicionales sugieren tamaños aun mayores, ya que un cráneo llegaba a una longitud craneal de 87 centímetros.
Este reptil es un miembro de la familia de lagartos marinos Mosasauridae, característicos de mediados y finales del período Cretácico, con una distribución global, si bien en Suramérica son conocidos únicamente a través de restos aislados (Price, 1957, Pierce y Welles, 1959; Bonaparte, 1978; Ameghino, 1918). Este mosasaurio descubierto en Yaguará, está ahora entre los más completos materiales conocidos en América del Sur.

## Filogenia
En la descripción inicial de Yaguarasaurus se le clasificó como un miembro primitivo de la subfamilia Plioplatecarpinae; los análisis de Polcyn y Bell, 2005 en cambio encontraron que estaba alejado evolutivamente de otros mosasáuridos y era un pariente cercano de Russellosaurus coheni y Tethysaurus, una agrupación que podría ser un clado basal a la división entre las subfamilas Tylosaurinae y Plioplatecarpinae, llamado Russellosaurina. Tras el hallazgo del mosasauroideo primitivo de Hungría Pannoniasaurus por Makádi et al. 2012 quedó claro que Yaguarasaurus y los demás "russellosaurinos" formaban un clado de mosasaurios primitivos anfibios emparentados con los aigialosáuridos, grupo al que se denominó la subfamilia Tethysaurinae; el siguiente cladograma sigue el análisis de Makádi et al. de 2012:

|  | Tethysaurus nopcsai                                                                 |
|  |                                                                                     |
|  | \| \| Yaguarasaurus columbianus \| \| \| \| \| \| Russellosaurus coheni \| \| \| \| |
|  |                                                                                     |
|  | Yaguarasaurus columbianus                                                           |
|  |                                                                                     |
|  | Russellosaurus coheni                                                               |
|  |                                                                                     |

|  | Yaguarasaurus columbianus |
|  |                           |
|  | Russellosaurus coheni     |
|  |                           |

|  | Tethysaurus nopcsai                                                                 |
|  |                                                                                     |
|  | \| \| Yaguarasaurus columbianus \| \| \| \| \| \| Russellosaurus coheni \| \| \| \| |
|  |                                                                                     |
|  | Yaguarasaurus columbianus                                                           |
|  |                                                                                     |
|  | Russellosaurus coheni                                                               |
|  |                                                                                     |

|  | Yaguarasaurus columbianus |
|  |                           |
|  | Russellosaurus coheni     |
|  |                           |

Palci et al. (2013) describen a un nuevo russellosaurino, Romeosaurus, y crean la subfamilia Yaguarasaurinae, que es el grupo hermano de Tethysaurinae

|  | Yaguarasaurus columbianus                                             |
|  |                                                                       |
|  | \| \| Romeosaurus \| \| \| \| \| \| Russellosaurus coheni \| \| \| \| |
|  |                                                                       |
|  | Romeosaurus                                                           |
|  |                                                                       |
|  | Russellosaurus coheni                                                 |
|  |                                                                       |

|  | Romeosaurus           |
|  |                       |
|  | Russellosaurus coheni |
|  |                       |

|  | Yaguarasaurus columbianus                                             |
|  |                                                                       |
|  | \| \| Romeosaurus \| \| \| \| \| \| Russellosaurus coheni \| \| \| \| |
|  |                                                                       |
|  | Romeosaurus                                                           |
|  |                                                                       |
|  | Russellosaurus coheni                                                 |
|  |                                                                       |

|  | Romeosaurus           |
|  |                       |
|  | Russellosaurus coheni |
|  |                       |